# Ösjön (Folkärna socken, Dalarna)
Ösjön är en sjö i Avesta kommun i Dalarna och ingår i Dalälvens huvudavrinningsområde. Sjön har en area på 0,107 kvadratkilometer och ligger 68,1 meter över havet.

## Delavrinningsområde
Ösjön ingår i det delavrinningsområde (667031-152564) som SMHI kallar för Utloppet av Ösjön. Medelhöjden är 69 meter över havet och ytan är 0,27 kvadratkilometer. Det finns inga avrinningsområden uppströms utan avrinningsområdet är högsta punkten. Vattendraget som avvattnar avrinningsområdet har biflödesordning 4, vilket innebär att vattnet flödar genom totalt 4 vattendrag innan det når havet efter 118 kilometer. Avrinningsområdet består mestadels av skog (30 procent) och öppen mark (22 procent). Avrinningsområdet har 0,09 kvadratkilometer vattenytor vilket ger det en sjöprocent på 33,2 procent.